# Zámrsk
Zámrsk (německy Samrsk) je obec v okrese Ústí nad Orlicí v Pardubickém kraji. Leží asi pět kilometrů od Vysokého Mýta na severozápadě okresu Ústí nad Orlicí. Včetně částí Janovičky a Nová Ves v obci žije 754 obyvatel. Táhne se od křižovatky silnic první třídy I/35 a I/17 a silnice třetí třídy, podél které obec dále pokračuje. Vesnicí protéká řeka Loučná, která se nedaleko Pardubic vlévá do Labe.

## Historie
První písemná zmínka o vesnici pochází z roku 1349.

## Doprava
Nacházejí se zde dvě autobusové zastávky:
- Zámrsk,Nová Ves,křižovatka
- Zámrsk,,odb. železniční stanice – Janovičky

a jedna železniční stanice:
- Zámrsk

V těsné blízkosti obce se nachází vlaková zastávka Dobříkov u Chocně.

## Pamětihodnosti

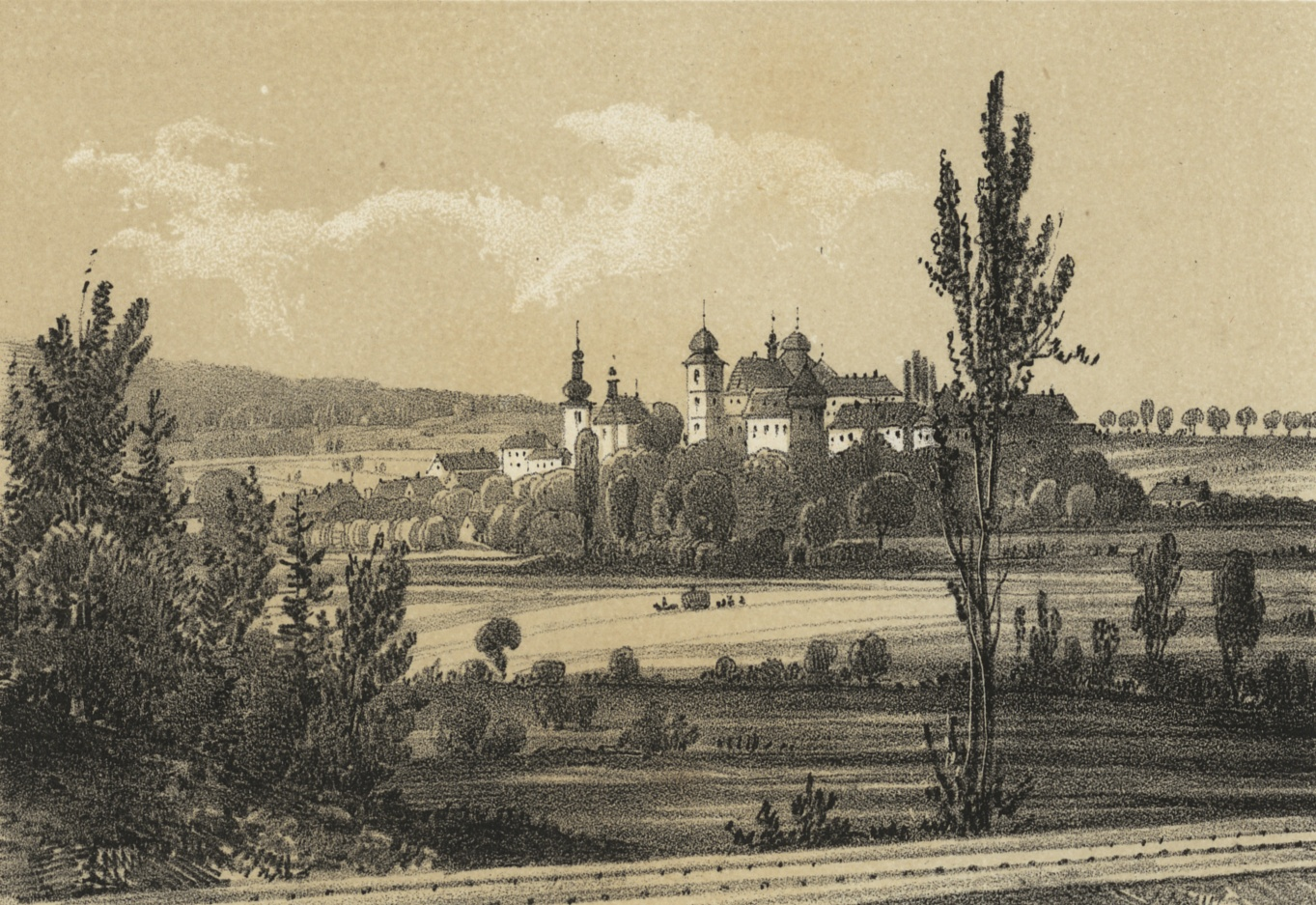
Zámrsk v roce 1845

### Zámek
- Ve vesnici stojí zámek Zámrsk. Původní tvrz asi z 15. století byla vypálena roku 1469 vojsky Matyáše Korvína, poté obnovena, rozšířena asi v první polovině 17. století na zámek, upravený v 18. století za Libštejnských z Kolovrat a po požáru v roce 1924. Zámek je čtyřkřídlý, patrový, hlavní průčelí je dvoupatrové s barokní fasádou a dvěma třípatrovými osmibokými nárožními věžemi, na severovýchodním nároží stojí další okrouhlá věž. V nádvoří se nachází přízemní arkády, v patře zazděné. V zámeckém parku je chráněna skupina památných stromů, mj. šestikmenná lípa malolistá. Dnes jsou v budově zámku uloženy fondy Státního oblastního archivu v Hradci Králové (do 31. prosince 2021 Státní oblastní archiv v Zámrsku).
- kostel svatého Martina
- lihovar
- Gottlova hrobka
- sýpka u čp. 18
- sýpky v Janovičkách u čp. 18 a v Nové Vsi u čp. 26

## Osobnosti
- Ferdinand z Bubna a Litic (1768–1825), osvoboditel Ženevy od Napoleonovy okupace
- Jindřich Souček (1863–1940), technik, hudební skladatel a sbormistr

## Galerie

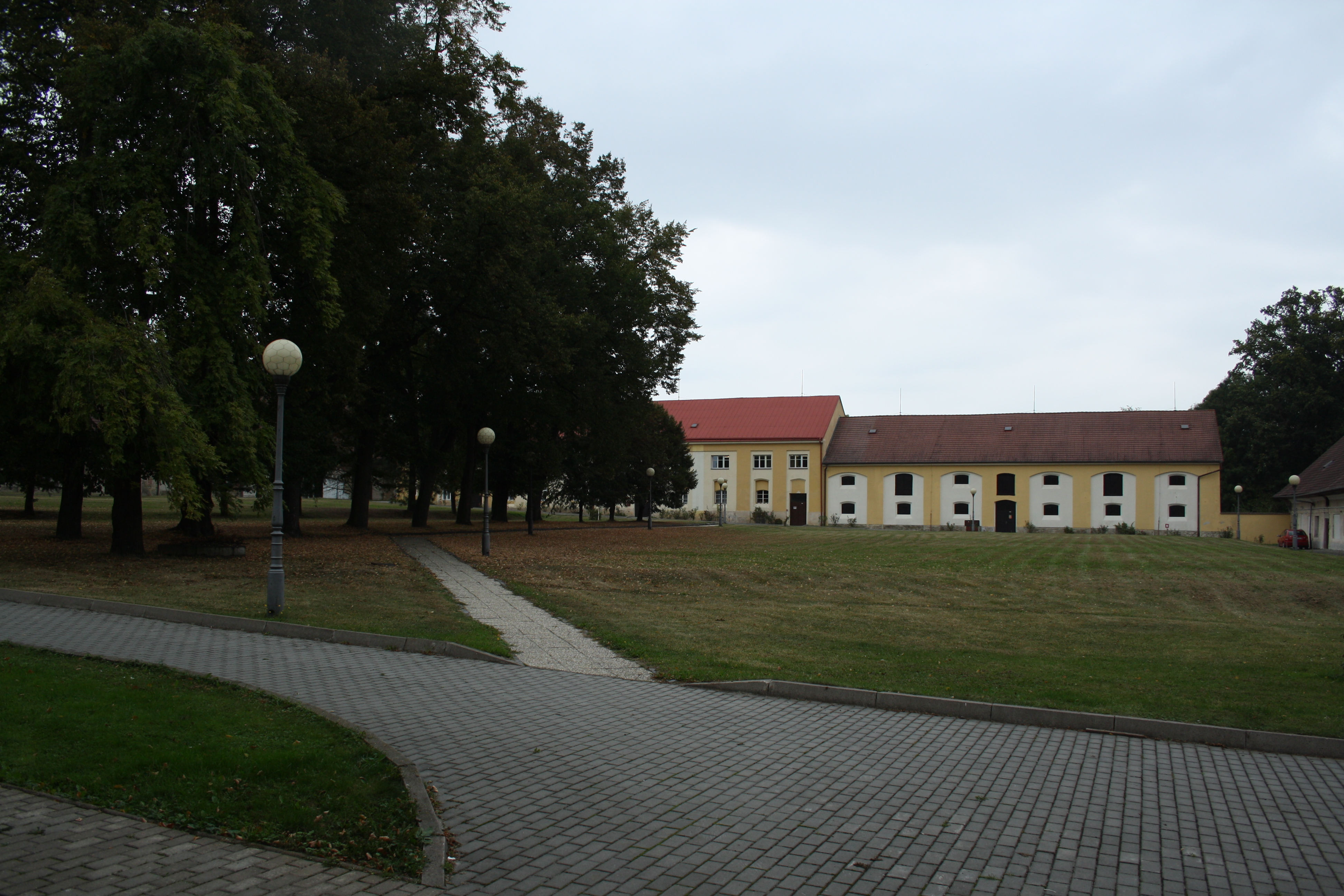
Zámecký park
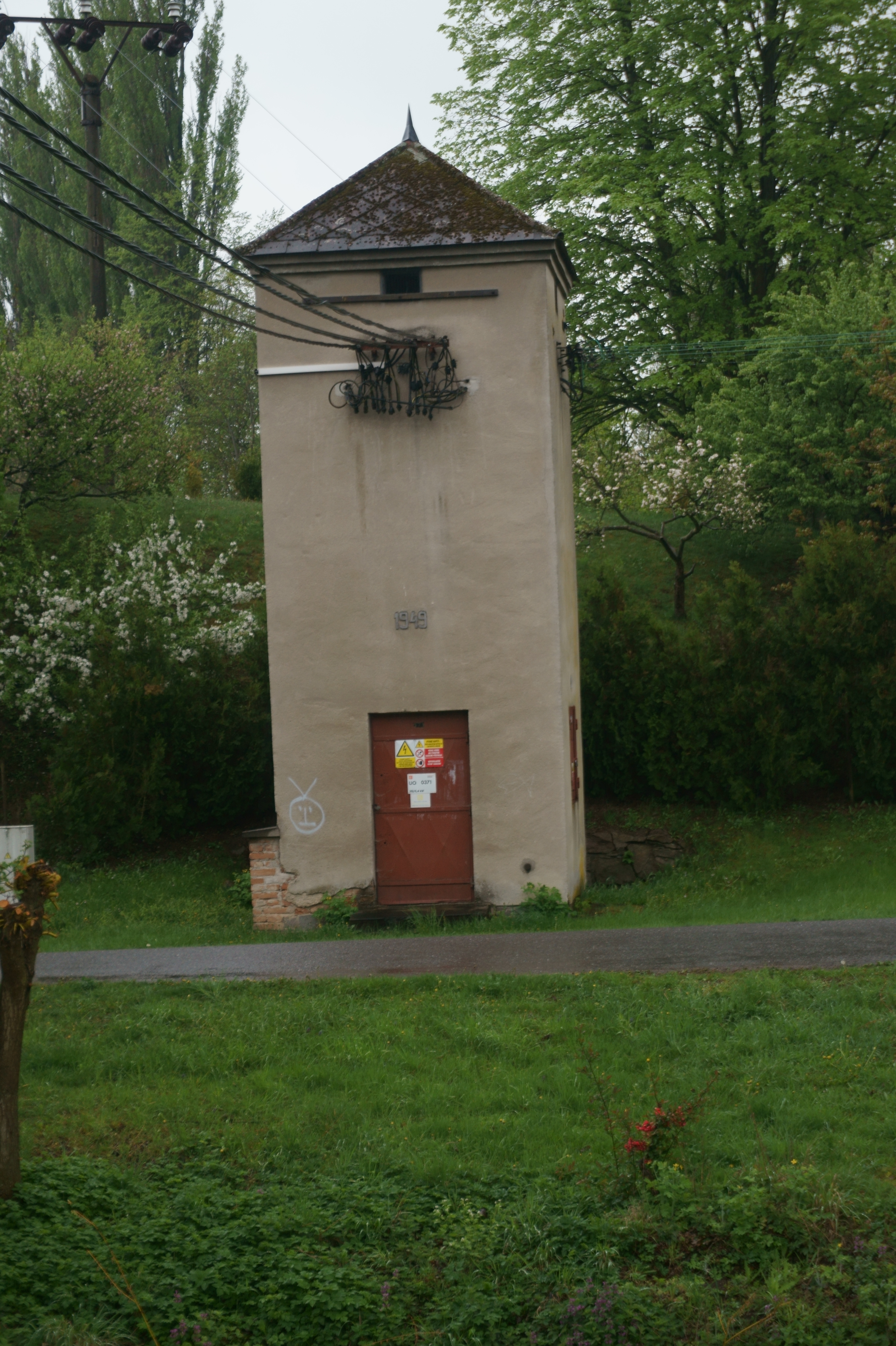
Transformátorovna
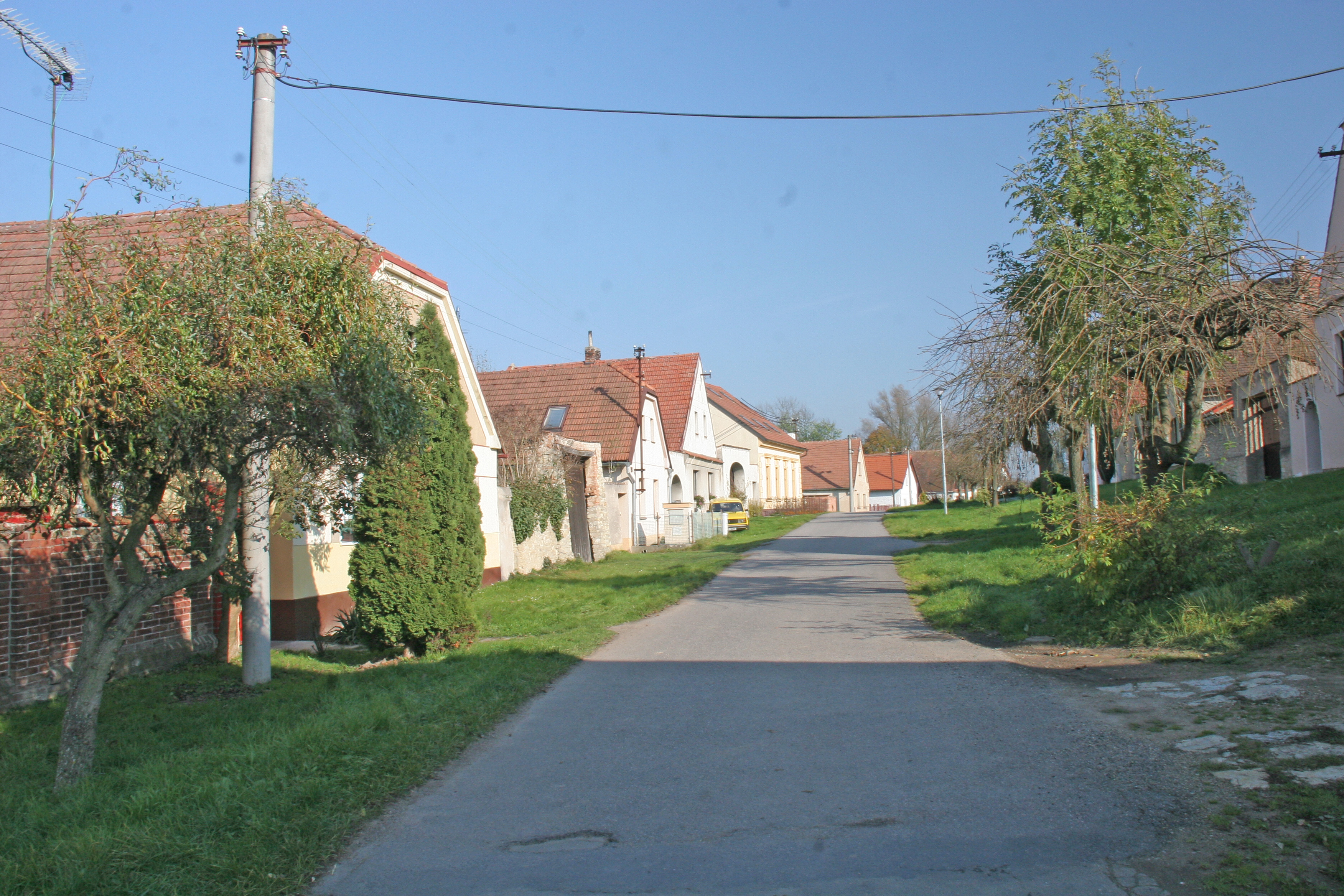
Stavení
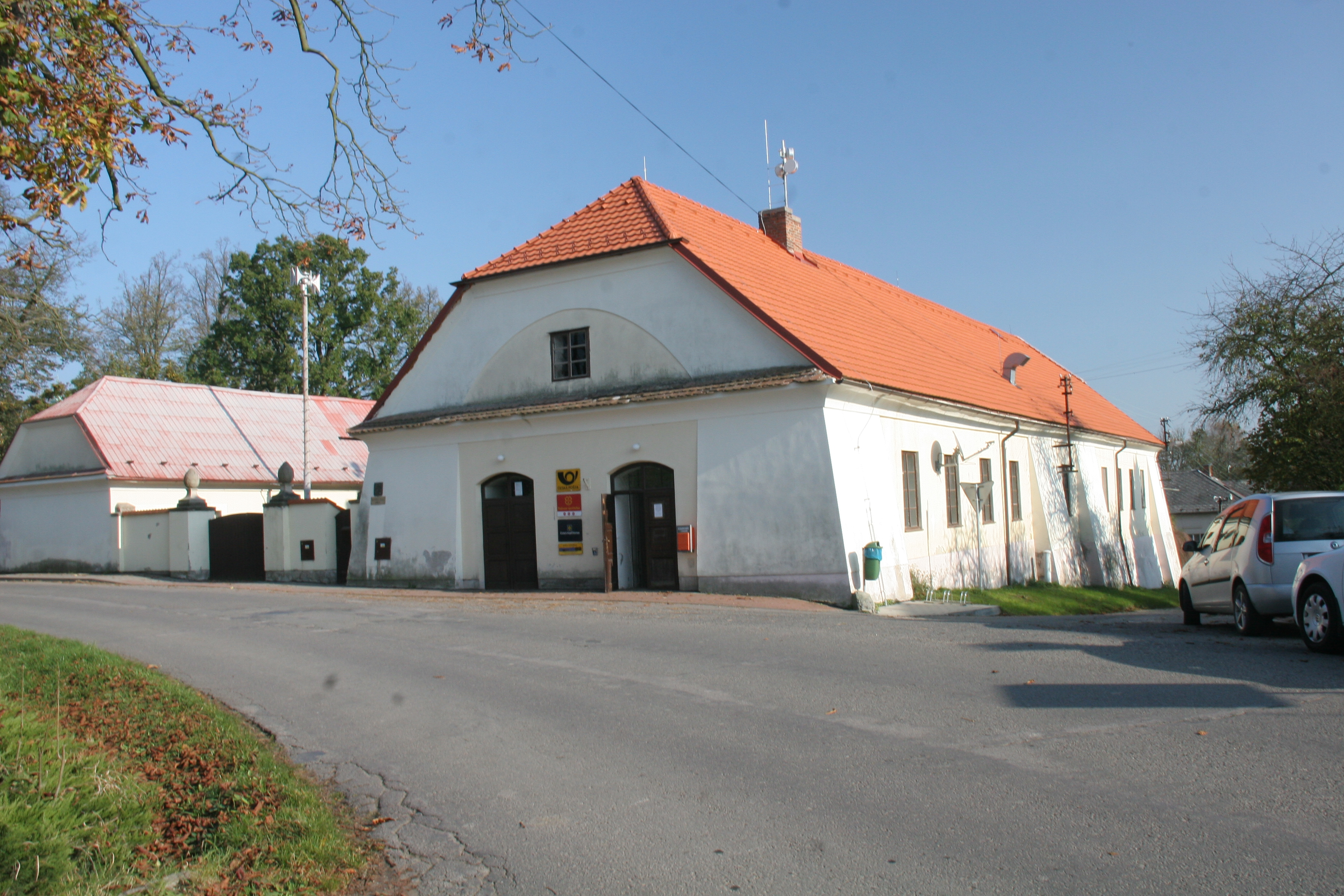
Pošta
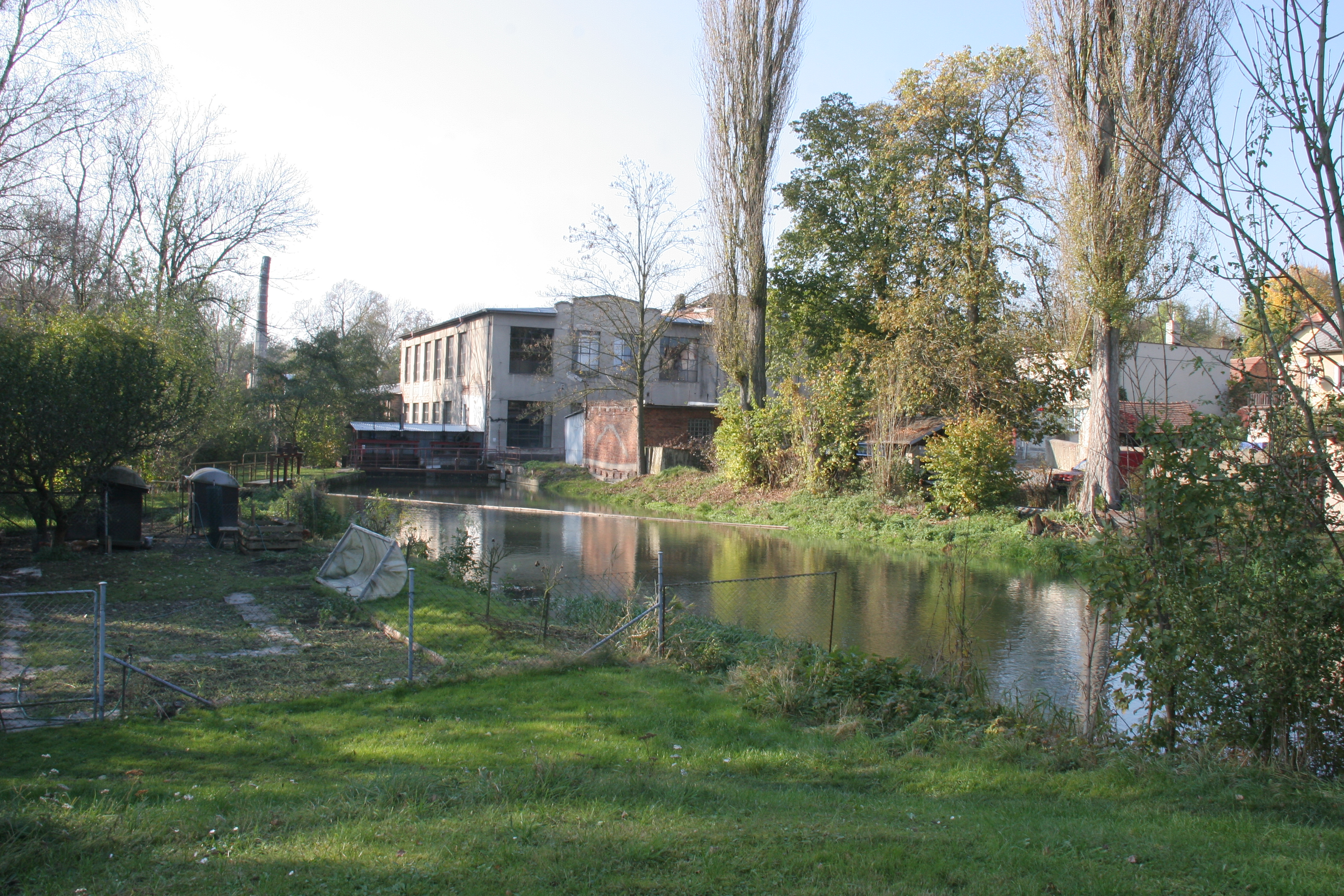
Elektrárna
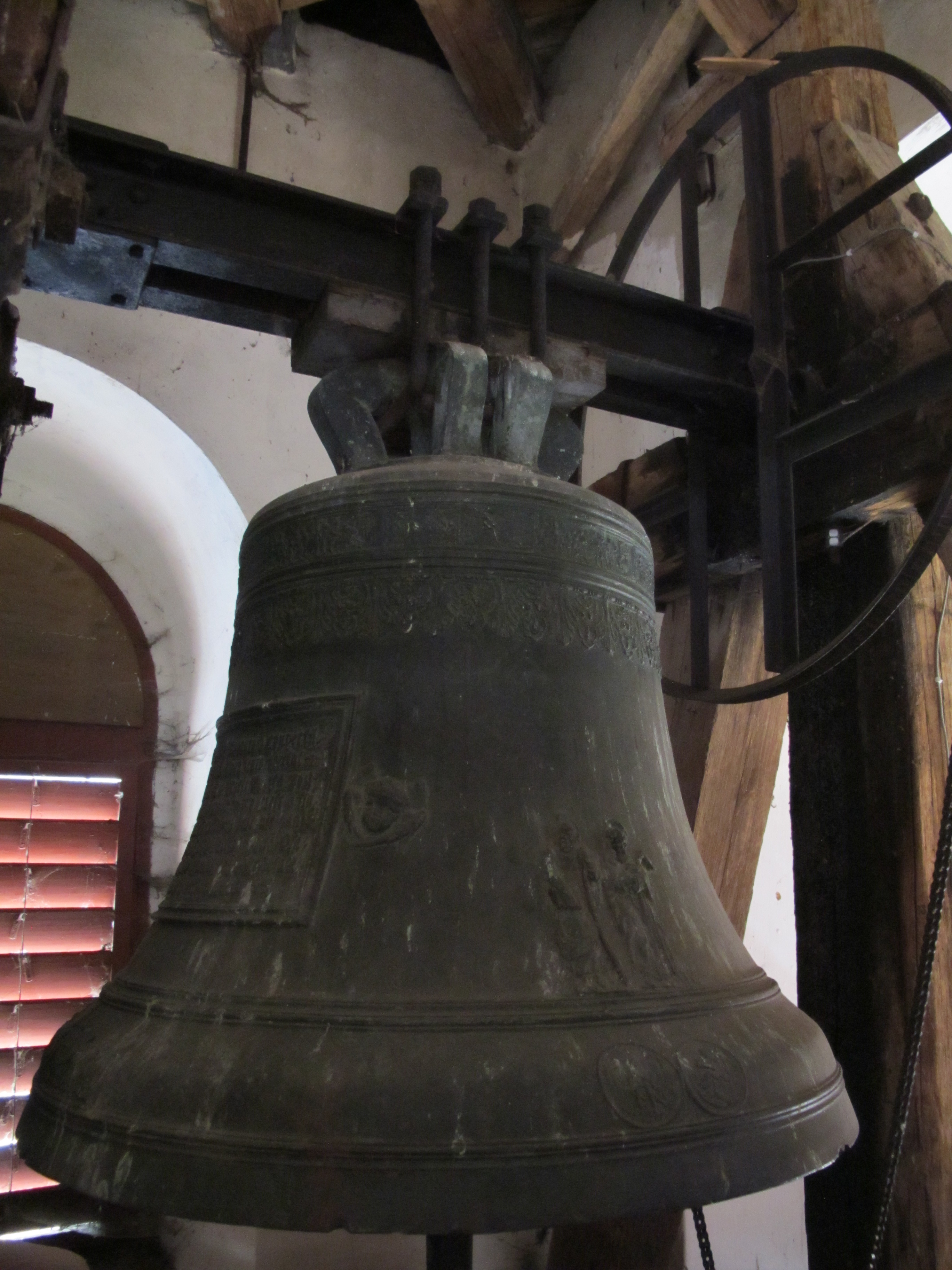
Zvonice
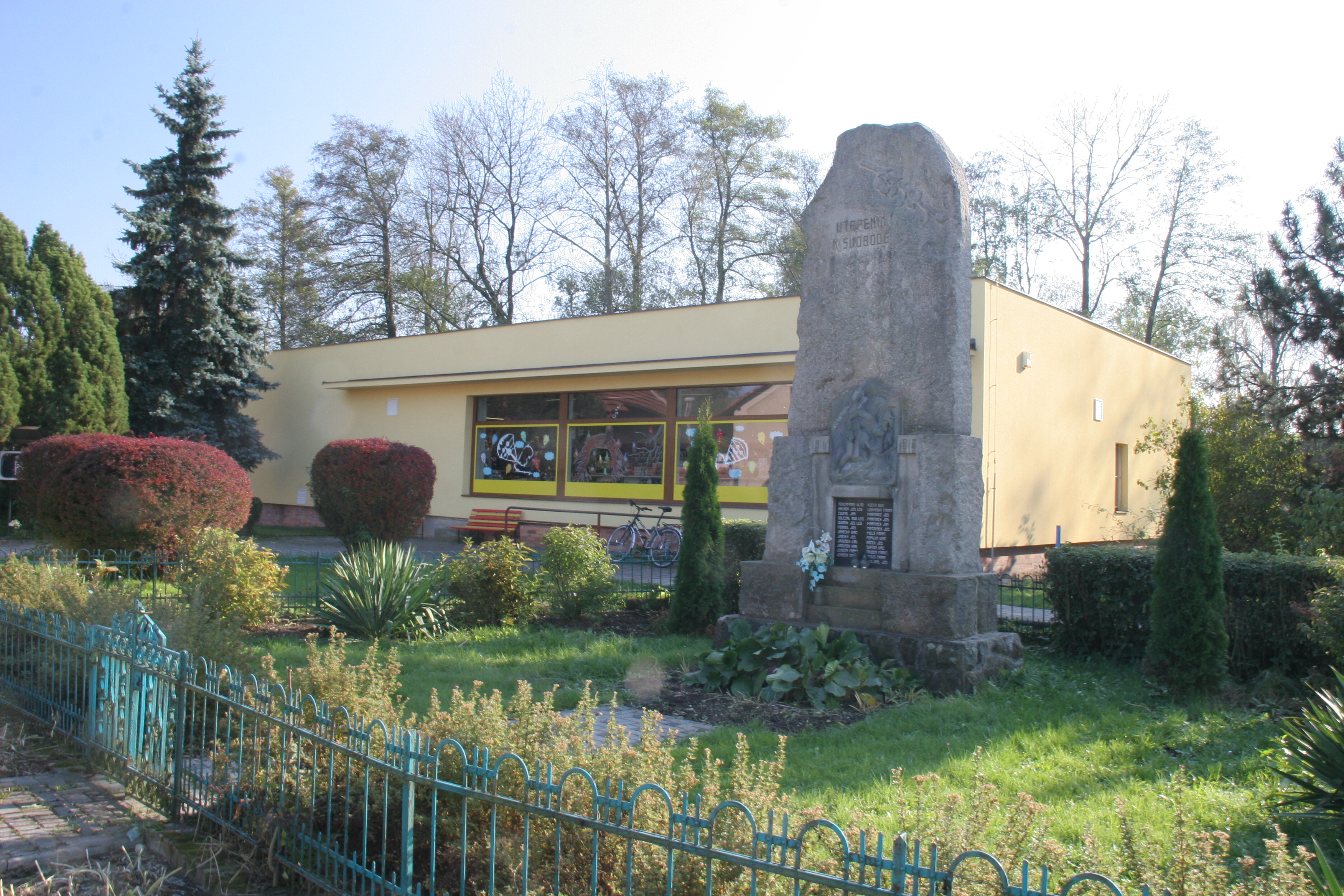
Pomník padlým
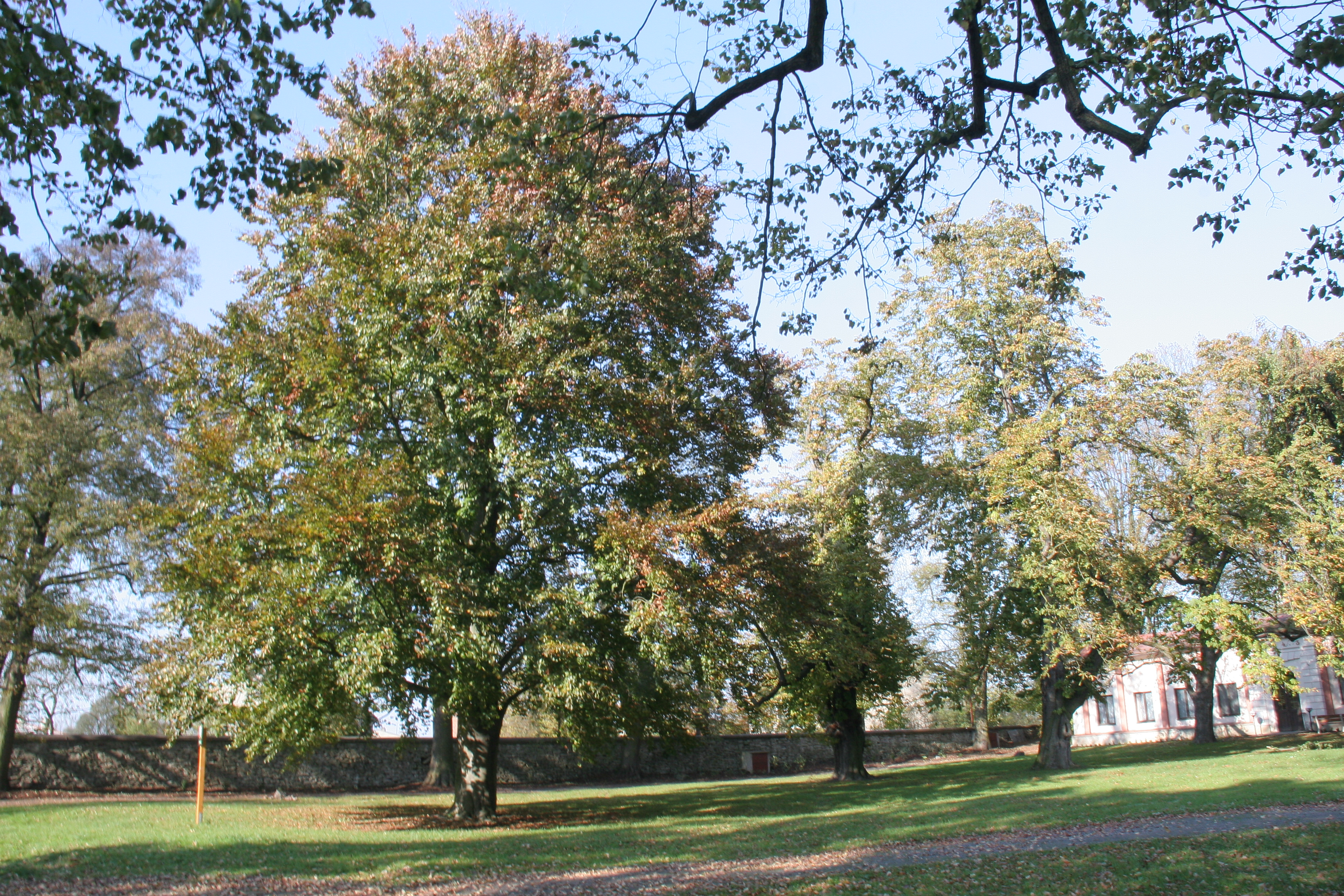
Park